# グラフィック社
株式会社グラフィック社（グラフィックしゃ、Graphic-sha Publishing Co., Ltd.）は、1963年4月3日設立の出版社。所在は東京都千代田区。代表取締役は津田淳子。

## 概要
もともとは製版会社として開始し、1964年に出版部門を設置、1966年に最初の出版物である『レタリング字典』を刊行する。グラフィックを重視した本（デザイン書、美術書など）を出版の中心としているが、それ以外にもさまざまな本を出しており、2020年4月7日時点では、同社のウェブサイトでは自社の出版物を「美術技法」「デザイン」「マンガ技法」「実用」「ホビー」「建築・インテリア・ガーデニング」「ビジュアルブック」「その他」に分類している。
2000年代より、『Dolly*Dolly（ドーリィ*ドーリィ）』という人形に関する本を定期的に刊行している。
2006年末より、『デザインのひきだし : プロなら知っておきたいデザイン・印刷・紙・加工の実践情報誌』という情報誌を、通常は4か月毎に刊行している。編集長は津田淳子。2021年刊行の厚紙・板紙特集をした『デザインのひきだし44』は、その厚さと重さから話題となった。
2017年には前田ビバリーの『おもしろ張り子』を出版している。

## 主な出版物

### 刊行雑誌
- デザインのひきだし : プロなら知っておきたいデザイン・印刷・紙・加工の実践情報誌

### 書籍
- 売れる配色 - 目を引く商品パッケージの作り方
- ミニマル・パッケージ・デザイン - 美しさを際立たせるシンプルネス
- ハマる配色 - 系統別カラーリファレンス
- ’'90s～2010ｓサンリオのデザイン
- 伝統書体辞典 グラフィック社の文字シリーズ （新装版）
- ソビエトデザイン1950-1989
- 2色デザイン - デュオトーンのミニマムカラー・リファレンス
- Graphic Waves - ネット時代のレコードジャケット
- ワールドブックデザイン
- 昭和インテリアスタイル
- グッズ製作ガイドBOOK〈ver. 2〉- 納期・単価・最小ロットもすべてわかる！
- 素材が生きる パッケージデザイン・アイデア
- 色別ブランディング・デザイン - テーマカラーで伝わる！
- LittleTwinStars A to Z
- My Melody A to Z
- おいしいデザイン カフェ＆ダイニングのグラフィック・コレクション
- 図とイラストで伝わるデザイン―かわいい！楽しい！わかりやすい！インフォグラフィックス・コレクション
- 和のかわいい配色パターン